# 中山信成
中山 信成（なかやま のぶなり、明暦元年（1655年） - 元禄16年10月17日（1703年11月25日））は、常陸松岡藩の第5代当主。常陸水戸藩附家老・中山家5代。
第3代当主・中山信治の三男。母は向井忠勝の娘。子に信順（長男）、娘（中山信順養女、中山信昌室）。官位は従五位下、備前守。通称は内記、監物。
天和2年（1682年）12月16日に死去した兄の第4代当主中山信行の跡を継ぎ、天和3年（1683年）5月に5代目の水戸藩の附家老となり、徳川光圀に仕える。同年12月15日、従五位下・備前守に叙任。元禄元年（1688年）に光圀が隠居すると後継の徳川綱条を補佐した。元禄10年（1697年）には綱条の世子吉孚と将軍綱吉の養女八重姫の婚儀に尽力する。元禄13年（1700年）、与力だった17騎を家臣とすることが認められた。元禄16年（1703年）に49歳で死去したが、長男の信順は幼少だったため、弟の信敏を養子に迎えて跡を継がせた。墓所は埼玉県飯能市の智観寺。

## 系譜
父母
- 中山信治（実父）
- 向井忠勝の娘（実母）
- 中山信行（養父）

正室
- 鍋島直能の養女

側室
- 岩根氏

子女
- 中山信順（長男） 生母は岩根氏
- 中山信昌室、中山信順の養女

養子
- 中山信敏 - 信治の七男